# Six Flags (1961-2024)
Six Flags  est une chaîne de parc d'attractions et de parcs à thèmes qui a des bureaux à Midtown (Manhattan, New York) et dont le siège est situé à Grand Prairie (Texas). La société gère 23 parcs dont 20 sous son propre nom. La chaîne est connue pour ses grandes et rapides montagnes russes sans décor, à l'opposé du soin des détails et du décor des parcs Disney. Afin de lutter contre ce concurrent, la chaîne a obtenu en 1984 de Warner Bros., une licence pour l'utilisation des personnages des Looney Tunes. La société fut aussi une filiale de Time Warner entre 1990 et 1995.
Le nom de la société vient du premier parc, le Six Flags Over Texas (litt. « six drapeaux au-dessus du Texas ») en hommage aux six drapeaux qui ont été hissés au-dessus de ce territoire, à savoir l'Espagne, le royaume de France, le Mexique, la république du Texas, les États confédérés d'Amérique et les États-Unis d'Amérique. Ce parc a été construit à mi-chemin entre les villes de Fort Worth et Dallas dans la ville d'Arlington.

## Historique

### Débuts
La chaîne Six Flags débuta en 1961 avec la création de Six Flags Over Texas par Angus G. Wynne à Arlington au Texas. Le parc comprenait un village amérindien, une croisière en gondole, un train, quelques spectacles « western », une balade en diligence et une attraction sur le thème des pirates dans Skull Island. Une attraction en bateau mouche au travers de poupées animées complétait le parc. Petit à petit, le parc remplaça ses attractions (sauf le train) par des montagnes russes, des attractions à sensations et une tour d'observation. Le parc à l'origine n'était pas exactement une propriété de Six Flags. Par un arrangement, le parc était détenu par un groupe limité d'environ 120 partenaires, dont des proches d'Angus G. Wynne et géré par la société.
Après le succès du premier parc Six Flags à Arlington au Texas, son fondateur, Angus Wynne recherche un site pour un second parc. Il se décide pour une parcelle de terrain située le long de la rivière Chattahoochee juste à l'ouest de la ville d'Atlanta. Les travaux de conception débutent en 1963.
En 1965, Wynne revend sa société Great Southwest Corporation qui gère le parc à Penn Central Railroad mais les partenaires restent propriétaires du terrain.
En 1967, avec l'ouverture du parc Six Flags Over Georgia, la société Six Flags fut le premier opérateur américain de parcs d'attractions à posséder deux parcs.

### Six Flags Theme Parks
En 1969, une société de gestion des parcs est créée : Six Flags Theme Parks.
Dès 1971, Angus Wynne ouvre un troisième parc, Six Flags Over Mid-America à Saint-Louis dans le Missouri. Ce seront les trois seuls à ouvrir directement avec le nom Six Flags. Ces trois parcs seront construits avec le même montage financier : partenaires et opérateur.
La chaîne s'est ensuite agrandie avec l'achat d'autres parcs tels que :
- 1975 – Astroworld au Texas, ouvert en 1968.
- 1977 – Great Adventure dans le New Jersey, ouvert en 1974 sous le nom The Enchanted Forest.
- 1984 - Marriott's Great America dans l'Illinois, fondé en 1976 par l'hôtelier Marriott.

En 1979, elle rachète le parc Magic Mountain.
En 1982 Six Flags Theme Parks Inc. est racheté par la Bally Construction Corporation pour 140 millions de dollars.
En 1984, la société signe un contrat avec Time Warner pour pouvoir utiliser les personnages des Looney Tunes.
En 1987, le fonds d'investissements Wesray Capitol avec les directeurs de Six Flags rachètent à Bally la société pour 610 millions de dollars (au prorata de Wesray 80 %, directeurs de Six Flags 20 %).
En 1990, Time Warner achète 19,5 % de Six Flags pour 19,5 millions de dollars.
En 1991, la société Six Flags est proche de la faillite en raison des dettes de Wesray Capitol. Time Warner augmente sa participation de 30,5 % pour la somme de 30,5 millions de dollars détenant ainsi la moitié du capital. Les 50 % restants sont achetés par Blackstone et Wertheim Schroder pour la somme de 125 millions de dollars. Time Warner éponge la dette de la société et lui offre un capital de 150 millions de dollars.
En 1993, la société est reprise intégralement par Time Warner.
En 1995, Time Warner fait face à son tour à des problèmes de dettes et revend 51 % de Six Flags à Boston Ventures pour 200 millions de dollars en liquidité et 800 millions de dollars de rachat de dettes.
En 1997, les partenaires d'origine entament un procès contre Time Warner arguant que l'opérateur a négligé l'investissement dans les parcs et a surfacturé les partenaires pour les frais d'améliorations que les parcs auraient dû recevoir de l'opérateur. La cour civile du comté de Gwinnett juge en faveur des partenaires et leur accorde 600 millions de dollars en dommages et intérêts.

### Premier Parks

#### Rachat de Six Flags
Le 1er avril 1998 la société Premier Parks, basée à Oklahoma City, rachète l'intégralité de Six Flags Theme Parks Inc. pour la somme de 1,9 milliard de dollars. Le nouveau propriétaire lance une campagne de renommage des parcs avec le préfixe « Six Flags » et l'agrandissement de petits parcs avec la formule Six Flags comme pour Darien Fun Country, Elitch Gardens et Adventure World. Premier Parks achète aussi les parcs européens du groupe Walibi.
Deux des parcs européens sont aussi rebaptisés Six Flags : Walibi Flevo aux Pays-Bas et Walibi Wavre en Belgique, renommés respectivement Six Flags Holland et Six Flags Belgium.
Précédemment, à la suite de l'implantation de Disney en Europe avec la construction d'Euro Disney Resort, Six Flags envisage la construction de son propre parc. Le thème choisi est le futur et sa localisation est la région de Marbella, en Espagne,. Les déboires d'Euro Disney Resort influencent la réalisation de ce projet qui n'aboutit pas.

### Premier ParksdevientSix Flags
En 2000, Premier Parks se rebaptise Six Flags, Inc. et déplace son siège social à New York. Elle est alors le premier opérateur mondial de parcs d'attractions par le nombre de parcs (Disney restant le premier en termes de fréquentation) mais possède une dette de 2,3 milliards de dollars et perd de l'argent tous les ans depuis 2001. Toutefois des rumeurs de rachat de la société par deux de ses actionnaires font surface. Les actionnaires sont : le célèbre cofondateur de Microsoft Bill Gates, par son fonds d'investissements Cascade Investment, et Daniel Snyder avec son fonds d'investissements Red Zone LLC. Ils détiennent à l'époque respectivement environ 11 % et 12 % de Six Flags.
En 2001, Six Flags achète un parc au Canada lorsque son propriétaire fait un voyage à Montréal. La compagnie a acheté le parc La Ronde situé au milieu de la ville de Montréal. Ce parc est ouvert depuis l'Exposition universelle de 1967 et appartenait à la ville de Montréal.
En mars 2004, en raison de ses mauvais résultats financiers, Six Flags revend les parcs européens à Palamon Capital Partners, société qui se rebaptise ensuite Walibi Belgium[pas clair] en 2005.
À partir de cette date, Six Flags décide de pratiquer une politique commerciale commune. Avant, chaque parc produisait ses propres publicités avec des événements spéciaux (comme le 25e anniversaire de Great America en 2001). Une série de publicités liant tous les parcs fut lancée, présentant une nouvelle mascotte baptisé « Mr Six ». C'était un homme âgé vêtu d'un costume trois pièces avec un nœud papillon rouge, descendant lentement d'un bus et dansant ensuite follement. La campagne s'arrêta et ne fut pas reprise durant la saison 2005. La nouvelle mascotte a alors disparu.
Le 17 août 2005, la société Red Zone se lance dans une bataille de mandataire pour obtenir le contrôle du directoire de Six Flags. 

Dans cette période trouble, la société annonce le 12 septembre la fermeture de son parc Six Flags Astroworld à Houston au Texas, dès la fin de la saison 2005. Les raisons invoquées sont[source secondaire souhaitée], en autres, les mauvaises performances du parc mais aussi des problèmes avec l'équipe des Texans de Houston, du NRG Stadium et du Houston Livestock Show and Rodeo, installés juste à côté du parc.
Le 22 novembre 2005, la société annonce sa victoire (prématurée) afin de prendre l'avantage. Red Zone gagne toutefois la bataille.
 Kieran Burke est alors remplacé au poste de CEO le 14 décembre 2005 par Mark Shapiro (en), ancien responsable des programmes d'ESPN (filiale de Disney). D'autre personnes sont aussi nouvellement nommées au directoire : Jack Kemp (ancien joueur professionnel de football américain et candidat à la vice-présidence en 1996), Harvey Weinstein (fondateur de Miramax) et Michael Kassan (ancien président de Interpublic Group of Companies Incorporated, une agence de publicité).
À la suite de la prise de direction par Mark Shapiro, celui-ci décida de changer le créneau du groupe pour attirer plus de familles. Les parcs ont donc investi dans les animations et dans des attractions plus calmes. Néanmoins, malgré cette nouvelle stratégie, le groupe reste déficitaire et évoque l'idée de se séparer de quelques parcs dont l'emblématique Six Flags Magic Mountain, connu mondialement par les fans pour ses nombreuses montagnes russes. Aucune décision n'a été prise alors.
Le 27 janvier 2006, Six Flags poursuit ses ventes et annonce celle du parc Frontier City et du parc aquatique Whitewater Bay situé à Oklahoma City pour la fin de la saison 2006. Les bureaux de la société d'Oklahoma City sont aussi fermés. Mark Shapiro annonce qu'il souhaite que les parcs restent ouverts même s’ils ne font plus partie de la chaîne Six Flags, à l'inverse  de Six Flags Astroworld, rasé à la pelleteuse. Peu après, la direction annonce le regroupement de ses bureaux à New York[source secondaire souhaitée].
Le 30 mars 2006, la société annonce que par contrat elle ne vendra plus que des pizzas de Papa John's International dans ses parcs en échange d'un partenariat financier et des opportunités promotionnelles.
En juin 2006, Six Flags annonce la fermeture ou la vente de six de ses parcs, dont Six Flags Elitch Gardens, Six Flags Darien Lake, Six Flags Waterworld, Wild Wave Waterpark, Six Flags Splashtown (Houston) et Six Flags Magic Mountain. En plus, Six Flags annonce aussi la vente de Wyandot Lake (en)[source secondaire souhaitée]. Finalement, Six Flags Magic Mountain est gardé, les six autres parcs sont vendus le 11 janvier 2007 à PARC Management pour 312 millions de dollars[source secondaire souhaitée].
En mars 2008, Dubai Holdings Inc. et Six Flags ont annoncé la création d'un parc à Dubai : Six Flags Dubaï, avec un total de 27 attractions annoncées. Après de nombreux reports, le projet est annulé en 2019.
Le groupe américain a annoncé le 23 juin 2014 l'ouverture en 2019 et 2020 de deux parcs d’attractions en Chine. Le premier des parcs, nommé Six Flags Zhejiang, sera situé à Haiyang dans la province du Zhejiang sur la côte de la baie de Hangzhou, et le second, nommé Six Flags Chongqing, à Chongqing dans la province du Sichuan.
Le 20 juin 2016, Six Flags, par l'intermédiaire d'Arabiya TV (une chaîne de télévision saoudienne), annonce le développement d'un parc d'attractions en Arabie Saoudite.
En juin 2018, Six Flags achète les cinq parcs d'EPR Properties (en), Darien Lake, Frontier City, Wet 'n Wild Phoenix, White Water Atlanta, Magic Water Rockford, White Water Bay et Wet 'n Wild Houston. Le 4 juillet 2018, Snapchat annonce avoir signé des contrats avec Disney, Universal et Six Flags pour des applications de réalité augmentée, celle de Disney étant baptisée Play Disney Parks.

## Fusion deCedar Fairet deSix Flags
Le 2 novembre 2023, Cedar Fair Entertainment Company et Six Flags Entertainment annonce leur fusion à venir ; la société issue du regroupement, d'une valeur estimée à 8 milliards de dollars, deviendra la plus grande société de parcs d'attractions régionaux au monde. La société issue du regroupement aura 27 parcs d'attractions, 15 parcs aquatiques et 9 sites de villégiature dans son portefeuille. Elle opérera sous le nom de Six Flags. Les détenteurs de parts de Cedar Fair recevront une action de la société combinée tandis que les actionnaires de Six Flags bénéficieront de 0,58 action pour chaque part détenue. La société issue de la fusion opérera sous le nom de Six Flags et négociera sous le symbole FUN à la Bourse de New York. Le président et chef de la direction de Cedar Fair, Richard Zimmerman, occupera le poste de président et chef de la direction de la nouvelle société issue du regroupement, tandis que Selim Bassoul, président et chef de la direction de Six Flags, deviendra président exécutif du conseil d'administration de la société. Certaines fonctions financières et administratives resteront dans les bureaux de Cedar Fair à Sandusky, Ohio, tandis que le siège social de la société sera situé à Charlotte, Caroline du Nord,.

## Liste des parcs
| \| Fiesta Texas Over Texas Over Georgia Magic Mountain Frontier City America St. Louis Discovery Kingdom Great Adventure New England Great America Darien Lake Great Escape \| localisation des parcs aux États-Unis |
| Fiesta Texas Over Texas Over Georgia Magic Mountain Frontier City America St. Louis Discovery Kingdom Great Adventure New England Great America Darien Lake Great Escape                                             |

### Parcs à thèmes
- Frontier City (Oklahoma; Propriété d'EPR Properties, exploitée par Six Flags)
- La Ronde (Montréal, Canada; Propriété le Ville de Montréal, exploitée par Six Flags)
- Six Flags America (Largo, près de Washington, D.C. et Baltimore, Maryland)
- Six Flags Darien Lake (Darien, New York; Propriété d'EPR Properties, exploitée par Six Flags)
- Six Flags Discovery Kingdom (Vallejo, près de San Francisco, Californie)
- Six Flags Fiesta Texas (San Antonio, Texas)
- Six Flags Great Adventure et Six Flags Wild Safari Adventure (Jackson Township (New Jersey), entre New York et Philadelphie, New Jersey)
- Six Flags Great America (Gurnee, entre Chicago et Milwaukee, Illinois)
- Six Flags Great Escape (Queensbury, New York)
- Six Flags Magic Mountain (Valencia, près de Los Angeles, Californie)
- Six Flags México (Mexico, Mexique)
- Six Flags New England (Agawam, près de Springfield et Hartford, Massachusetts)
- Six Flags Over Georgia (Austell, près d’Atlanta, Géorgie; Détenu en vertu d'une société en commandite et exploité par Six Flags.)
- Six Flags Over Texas (premier parc Six Flags) (Arlington près de Dallas et Fort Worth, Texas; Détenu en vertu d'une société en commandite et exploité par Six Flags.)
- Six Flags Qiddiya (Arabie Saoudite; ouverture 2025)
- Six Flags St. Louis (Allenton, près de Eureka, Missouri) (anciennement Six Flags Over Mid-America)

### Parc aquatique
- Six Flags Hurricane Harbor (Agawam, près de Springfield et Hartford, Massachusetts; inclus au Six Flags New England parc d'attractions)
- Six Flags Hurricane Harbor (Allenton, près de Eureka, Missouri; inclus au Six Flags St. Louis parc d'attractions)
- Six Flags Hurricane Harbor (Queensbury, New York; inclus au Six Flags Great Escape parc d'attractions)
- Six Flags Hurricane Harbor (Austell, près d’Atlanta, Géorgie;  Détenu en vertu d'une société en commandite et exploité par Six Flags. Inclus au Six Flags Over Georgia parc d'attractions)
- Six Flags Hurricane Harbor Arlington (Arlington près de Dallas et Fort Worth, Texas)
- Six Flags Hurricane Harbor Chicago (Gurnee, entre Chicago et Milwaukee, Illinois)
- Six Flags Hurricane Harbor Concord (Concord, Californie; Propriété d'EPR Properties, exploitée par Six Flags) (Anciennement Waterworld USA Concord, Six Flags Waterworld et Waterworld California)
- Six Flags Hurricane Harbor Darien Lake (Darien, New York; inclus au Six Flags Darien Lake parc d'attractions, Propriété d'EPR Properties, exploitée par Six Flags)
- Six Flags Hurricane Harbor Los Angeles (Valencia, près de Los Angeles, Californie)
- Six Flags Hurricane Harbor Maryland (Largo, près de Washington, D.C. et Baltimore, Maryland, inclus au Six Flags America parc d'attractions)
- Six Flags Hurricane Harbor New Jersey (Jackson Township (New Jersey), entre New York et Philadelphie, New Jersey)
- Six Flags Hurricane Harbor Oaxtepec (Mexico, Mexique)
- Six Flags Hurricane Harbor Oklahoma City (Oklahoma, Propriété d'EPR Properties, exploitée par Six Flags) (Anciennement White Water Bay)
- Six Flags Hurricane Harbor Phoenix (Oklahoma, Propriété d'EPR Properties, exploitée par Six Flags) (Anciennement Wet 'n' Wild Phoenix)
- Six Flags Hurricane Harbor Rockford (Cherry Valley, Illinois; Propriété d'Rockford Park District, exploitée par Six Flags)
- Six Flags Hurricane Harbor San Antonio (San Antonio, Texas)
- Six Flags Hurricane Harbor SplashTown (Spring, Texas; Propriété d'EPR Properties, exploitée par Six Flags)
- Six Flags White Water (Marietta, près d’Atlanta, Géorgie; Détenu en vertu d'une société en commandite et exploité par Six Flags.)
- White Water Bay (Queensbury, New York; Situé à l'intérieur du Great Escape Lodge)

## Listes des anciens parcs

### États-Unis
- Admiral (Saint-Louis, Missouri) - Un bateau à vapeur d'excursion reconverti en attraction touristique. Il n'a fonctionné qu'en 1987, jusqu'à sa fermeture forcée après avoir omis de payer sa facture d'électricité.
- American Adventures (Marietta, près d’Atlanta, Géorgie) - Situé à côté de Six Flags White Water, Un petit parc à thème familial. Acquis avec White Water en mai 1999, et les opérations ont été louées à Zuma Holdings LLC en 2008. Le parc a fermé en mars 2010.
- Movieland Wax Museum (Buena Park, Californie) - Un musée de cire que Six Flags a acheté en 1970 et vendu en avril 1985. Fermé définitivement fin octobre 2005.
- Six Flags AstroWorld et Six Flags WaterWorld (Houston, Texas) - Fermé à la fin de la saison d'exploitation 2005 et démoli peu de temps après.
- Six Flags AutoWorld (Flint, Michigan) - Ouvert par Six Flags en 1985, il s'agissait de la première tentative de l'entreprise de créer un complexe de divertissement intérieur, mais il a été fermé seulement six mois plus tard par ses financiers en raison d'une faible fréquentation.
- Six Flags Atlantis (Hollywood, Floride) - Acheté par Six Flags en 1983 et vendu en 1989. Rebaptisé Atlantis the Water Kingdom pendant ses dernières années jusqu'à sa fermeture en 1992 et Détruit par l'ouragan Andrew.
- Six Flags Elitch Gardens (Denvers, Colorado) - Vendu avec sept autres parcs à PARC Management en janvier 2007.
- Six Flags Kentucky Kingdom et Six Flags Splashwater Kingdom (Louisville) - Le Kentucky State Fair Board était propriétaire du site du parc, tandis que Six Flags louait le terrain. Fermé en février 2010 à la suite de la faillite de Six Flags et de problèmes de location. Rouvert sous son propriétaire d'origine en juin 2014.
- Six Flags New Orleans (Fermé, Nouvelle-Orléans) - Ouvert à l'origine sous le nom de Jazzland en 2000, Six Flags a acheté le bail d'exploitation du parc en 2002 et l'a renommé Six Flags New Orleans en 2003. Le parc a été détruit à la suite des événements de l'ouragan Katrina en 2005 et a été laissé à l'abandon.
- Six Flags Power Plant (Baltimore, Maryland) - Ouvert par Six Flags en 1985, il s'agissait de leur dernière tentative de créer un centre de divertissement intérieur. Ce fut également un échec financier et il a fermé en 1987.
- Six Flags Worlds of Adventure (Aurora, Ohio) Vendu en 2004 à Cedar Fair
- Stars Hall of Fame (Orlando, Floride) - Le deuxième musée de cire de Six Flags, et le seul ouvert par la société. Il était situé à côté de SeaWorld Orlando et a été vendu en même temps que celui-ci à Harcourt Brace Jovanovich en 1984. Il a fermé presque immédiatement après la vente car la société n'avait aucun intérêt à exploiter l'attraction.
- Waterworld Sacramento (Sacramento, Californie; Anciennement Waterworld USA Sacramento) - À la suite des problèmes financiers de Six Flags ils ont résilié leur bail en avril 2006.
- Wild Waves and Enchanted Village (Federal Way, Washington) - Un parc à thème/parc aquatique. Acheté par Six Flags en décembre 2000 et vendu avec sept autres parcs à PARC Management en janvier 2007.
- Wyandot Lake (Columbus, Ohio) - Un parc à thème/parc aquatique loué sur le terrain du Columbus Zoo. À la suite des problèmes financiers de Six Flags, ils ont revendu le bail au zoo en juin 2006, qui a reconstruit le parc sous le nom de Zoombezi Bay, ouvert en mai 2008. Les attractions restantes du parc à thème sont devenues une partie du terrain du zoo.

### Europe
Ces parcs faisaient partie de la division Six Flags European Parks de la société. Ils ont été vendus en mars 2004 à Palamon Capital Partners, qui les a rebaptisés StarParks. Ils procède à la revente de cinq parcs à la Grévin & Cie (Compagnie des Alpes) en 2006.
- Bellewaerde (Ypres, Belgique; Acheté à Groupe Walibi en avril 1998, vendu à Palamon puis à Grévin & Cie)
- Six Flags Belgium et Aqualibi (Wavre, Belgique; Acheté à Groupe Walibi comme Walibi Wavre en avril 1998, renommé Six Flags Belgium en 2001. Vendu à Palamon puis à Grévin & Cie - renommé Walibi Belgium en 2005)
- Six Flags Holland (Dronten, Pays-Bas, près d'Amsterdam; Acheté à Groupe Walibi comme Walibi Flevo en avril 1998, renommé Six Flags Holland en 2000. Vendu à Palamon puis à Grévin & Cie - renommé Walibi Belgium en 2005)
- Walibi Aquitaine (Agen, France; Acheté à Groupe Walibi en avril 1998, vendu à Palamon puis à Grévin & Cie - renommé Walibi Sud-Ouest en 2010. Vendu à Aspro Parks en 2016 et renommé Walygator Sud-Ouest en 2021)
- Walibi Lorraine (Maizières-lès-Metz, France; Acheté à Groupe Walibi comme Walibi Schtroumpf en avril 1998, renommé Walibi Lorraine en 2003. Vendu à Palamon puis à Claude and Didier Le Douarin en 2006 - renommé Walygator Parc en 2007. propriété de Aspro Parks depuis 2016.)
- Walibi Rhône-Alpes (Lyon, France; Acheté à Groupe Walibi en avril 1998, vendu à Palamon puis à Grévin & Cie)
- Warner Bros. Movie World Germany (Bottrop, Allemagne; Acheté à Warner Bros. en novembre 1999, vendu à Palamon, renommé Movie Park Germany en 2005. Vendu à Parques Reunidos en 2010)
- Warner Bros. Movie World Madrid (Madrid, Espagne; Le bail de Six Flags a pris fin en novembre 2004, il a été vendu à la direction du parc, 5 % des Six Flags' parts ont été vendues à Time Warner) renommé Parque Warner Madrid en 2006, actuellement détenu et exploité par Parques Reunidos)

## Projets de parcs annulés
- Six Flags Dubaï (Emirats Arabes Unis, projet abandonné en 2019)
- Six Flags Chongqing (Chine, projet abandonné en 2020) : Le groupe [Six Flags Entertainment annonce le 20 juillet 2016 la construction d'un parc à thème à Chongqing, dans le sud-ouest de la Chine. Le ressort nommé Chongqing Riverside-Six Flags Theme Town Park devait avoir un budget d'investissement total estimé à 30 milliards de yuans, il devait être le premier parc d'attraction international dans l'ouest de la Chine[12].
- Six Flags Zhejiang